# Jezioro Czarne (Pojezierze Łagowskie)
Jezioro Czarne – jezioro położone na wschód od Łagowa w województwie lubuskim, w powiecie świebodzińskim, w gminie Łagów.

## Charakterystyka
Jest to niewielki akwen. Ukształtowaniem przypomina górskie „kociołki”. Jezioro jest bezodpływowe, o regularnym kształcie, otoczone charakterystycznymi stromymi brzegami o piaszczystych skarpach dochodzących do 30 metrów. Zlewnia jeziora jest typowo leśna. Położenie na terenie Łagowsko-Sulęcińskiego Parku Krajobrazowego powoduje, że jezioro podlega wszystkim rygorom obszaru prawnie chronionego. Tak więc turystyka i rekreacja jest tu znacznie ograniczona. Nad jeziorem nie ma ośrodków wypoczynkowych i pól namiotowych, turystyka pobytowa nad samym jeziorem jest zabroniona.